# Стишь
Стишь — река в Орловском районе Орловской области. Исток реки находится у западной окраины села Становой Колодезь (пруд), на отметке высоты 225 м, течёт в западном направлении, впадает в 19 км по правому берегу реки Рыбницы, восточнее деревни Дубовик, на отметке высоты 164 м. Длина реки составляет 14 км.

## Данные водного реестра
По данным государственного водного реестра России относится к Окскому бассейновому округу, водохозяйственный участок реки — Ока от истока до города Орёл, речной подбассейн реки — бассейны притоков Оки до впадения Мокши. Речной бассейн реки — Ока.
Код объекта в государственном водном реестре — 09010100112110000017913.